# Meszrop Mastoc

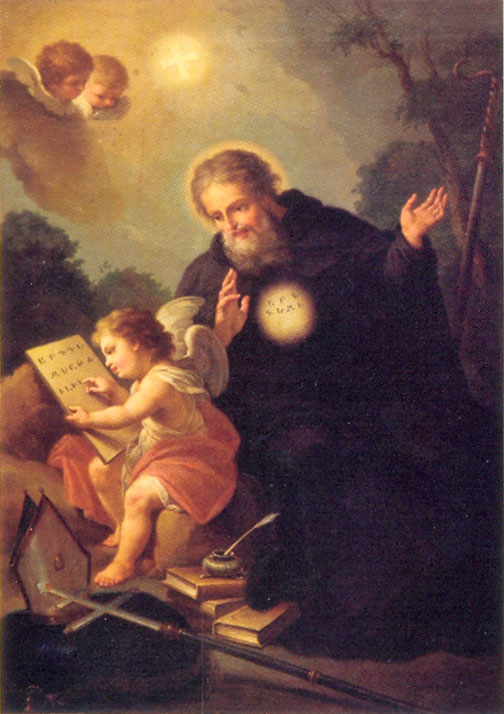
Meszrop Mastoc Francesco Maggiotto (1750-1805) festményén

Meszrop Mastoc (örmény nyelven: Մեսրոպ Մաշտոց), (362 k. – 440. február 17.) örmény teológus, nyelvész, az örmény ábécé  feltalálója. Az általa megalkotott ábécé alapvető lépés volt az örmény államiság kialakulásában; az Örmény Királyság, a Bizánci Birodalom és a Perzsa Birodalom területén.

## Élete
Meszrop Mastoc Kr. u. 362 körül született egy Hacekac nevű faluban. Apja egy Vardan nevű kisnemes volt.
Fiatalon elsajátította a korabeli műveltséget; tudott görögül, szírül és perzsául is. Kiemelkedő képességei miatt kerülhetett be a helyi iskolákból Vagarsapatba, a királyság központjába is, ahol szintén kitűnt társai közül, hiszen 389-ben már írnoki teendőket is ellátott Aravani fővezér mellett hivatásos katonaként.
A kereszténység is mélyebben érintette meg, mint a tömegesen keresztelkedőket. Harminckét évesen úgy döntött, lemond a világi karrierről, szerzetes lesz, és a kereszténység terjesztését segíti. Meszrop Mastoc először Nahicsevánban térített, majd miután fülébe jutott, hogy Goghtan tartományban – a mai Zangezur területén – még mindig nagy a vallási sötétség, ide kérette át magát. Térítő körútja során fogalmazódott meg benne az örmény írásbeliség, az örmény ábécé megteremtésének szükségessége, ezért tért vissza a fővárosba, Vagharsapatba, ahol Szahak Partev volt a katolikosz, aki örömmel üdvözölte kezdeményezését. Azonnal egyházi zsinatot hívott össze, ahol egy Ábel nevű pap jelentette, hogy Daniel szír püspöknek vannak örmény írásjelei, és egy Vahrics nevű nemes úr kíséretében elhozta ezeket az írásjeleket. Azonban a Daniel-féle ábécé nem váltotta be a hozzá fűzött reményeket. A katolikosz ezek után Vramsapuh királyhoz fordult, aki a kezdeményezést anyagilag is támogattatta. Mastoc így jutott el a tanítványaival Edesszába, illetve Amidába, és az ott megismert görög és szír írásjelek, valamint a Daniel-féle jegyek segítségével Kr. u. 405-ben megalkotta a máig változatlanul használatos örmény ábécét.
A betűk segítségével neki sikerült leírnia először örményül a Példabeszédek könyvéből vett első mondatot:
Megismerni a bölcsességet és az intelmet, felfogni az értelemnek beszédét.
Meszrop Mastoc ezután visszatért a király városába.
440-ben Vagarsapatban halt meg, Vahan Amatuni kormányzó és Hmajak Mamikonjan fővezér kezdeményezésére az Amatuni-birtokon temették el. Amatuni – látva a perzsa hadsereg garázdálkodását, az örmény királysírok meggyalázását – úgy határozott, hogy a holttestet Osakanba vitette át és a sír fölé templomot emeltetett. Hovszep katolikosz pedig megbízta Korjunt, Meszrop Mastoc legfiatalabb és legkedvesebb tanítványát, hogy írja meg a mester életének krónikáját („Vark Mastoci” címmel).

## Munkássága
Meszrop Mastoc ábécéteremtő munkássága korszakalkotó volt; a krónikák feljegyzései szerint az örmény politikai és egyházi elit, sőt, az egész nép megérezte az ábécé megteremtésének korszakalkotó jelentőségét.
A mastoci zsenialitás nemcsak a betűket teremtette meg, hanem a betűkből saját számrendszert is alkotott (az ábécé betűi az örményben egyben számokat is jelentenek). Ezt követően kijelölte azokat a feladatokat, amelyek századokra meghatározták az örmény irodalom vallásos jellegét, műfajait és tematikáját.
Lefordította a Bibliát is. Nyomában hatalmas fordítói és krónikaírói mozgalom indult meg az V. században.
Mastoc iskolaszervezői tevékenysége is jelentős. Kelet-Örményországban három nagy iskolaalapító körutat is tett, s egyet a nyugati, a görög fennhatóság alatt lévő területen.
Költőként is ismert volt: az egyházi himnuszéneklésben megteremtette az örmény metrumot. Mintegy 130 általa írt sarakan (zsoltár, himnusz) maradt az utókorra, a leghíresebb az „Ankanim aradzsi ko...” (Leborulok előtted, Uram) kezdetű, mely szinte minden sarakan gyűjteményben megtalálható.
Személyét élete során általános tisztelet övezte. Tanítványok nemzedéke nevelkedett kezei alatt, ezáltal biztos lehetett benne, hogy munkájának folytatása és folytatója is lesz.
Az örmény történelem több ezer éves létéből mindössze néhány, az örmény nép sorsát döntően befolyásoló tényezőt tart számon az örmény művelődéstörténet. Ilyen sorsfordító esemény volt a kereszténység államvallássá tétele után az örmény írásbeliség megalkotása. Azok a történelmi személyek, akik meghatározó irányt szabtak az örmény történelem későbbi alakulásának, II. Tridat király, Világosító Szent Gergely és Meszrop Mastoc szerzetes, az örmény ábécé megalkotója  voltak, maguk sem gondolták, hogy tevékenységük eredménye az örmény nép fizikai és kulturális fennmaradását a kereszténység eszméi Szíria Kapadónia és Görög-föld felől érték el. A korai örmény kereszténységben ez a két hatás érvényesült. A szertartások nyelve keleten a szír, nyugaton a görög volt. Bár az ország területén számos kisebb gyülekezet alakult, az átkeresztelkedés, a vallásváltás nagy munkája mégsem volt könnyű; még a pogány papság egy része is ellenállt, és emellett az idegen nyelven hangzó szövegek nem érinthették meg az egyszerű nép lelkét. Ekkor, a század kilencvenes éveinek legvégén jelent meg Mastoc, és kezdett bele az örmény ábécé megalkotásába.
Mastoc ifjúsága egy történelmileg tragikus időszakra esett. Huszonöt éves volt, amikor – számos vesztes csata után – a keresztény Bizánc és a Szaszanida Perzsia felosztották 
Örményország területét. A keleti nagyobb területű részen még létezett a királyság intézménye, miközben a perzsa befolyás is egyre erősödött. Kötelező lett a perzsa írásbeliség, de a beszélt nyelvben is vészesen szaporodtak a perzsa jövevényszavak. A nyugati részen pedig még király sem volt, és ott emellett a hivatalos nyelv is a görög volt. A papok nagy része is görög vagy szír volt, az iskolákban is ezeken a nyelveken folyt az oktatás. Az örmény nemzetet a teljes, kulturális, vallási és etnikai beolvasztás fenyegette.
Meszrop Mastoc, otthonosan mozgott a legfelsőbb udvari körökben is, épp ezért érzékelte a királyság intézményének hanyatlását és a fenyegető asszimiláció közeledtét. Ezért egy teljes kulturális programot ajánlott, mely nemcsak az ábécé, de az örmény írásbeliség, az örmény irodalom megteremtését is célozta.  Ezzel tudatosan akarta megvédeni az örménységet az asszimilációtól, igyekezett  megtartani ezáltal a politikailag kettészakadt országban a lelki-kulturális egységet.

## Hagyatéka
Meszrop Mastoc hagyatéka, az örmény ábécé, mely minden örmény szellemi öröksége volt az elmúlt századok során és az ma is. 
Az idegen elnyomás alatt élő örmények egyes területeken elfelejthették nyelvüket, de az örmény ABC szent volt számukra, azt nem felejtették el, és szent volt az ABC betűivel íródott könyv is, melyet minden kincsnél drágábbnak tartottak; a nemzeti összetartozás kézzel fogható formája volt. Példa erre a nagy mészárlás idején 1915-ben két menekülő örmény asszony esete is, akik nem saját vagyonukat, ingóságukat menekítették, hanem a 28 kg súlyú musi Homiliáriumot (szertartáskönyvet). Kettészakítva, mint a legdrágább kincset vitték a hátukon Musból Vagarsapat felé. A csodával határos módon menekült meg a könyv, és került a jereváni Matenadaranba, az ősi kéziratok házába, a világ egyik leggazdagabb kéziratgyűjteményébe, ahol egy 1982-es adat szerint 16 089 ősi kéziratot, kódexet őriznek.